# 史前欧洲

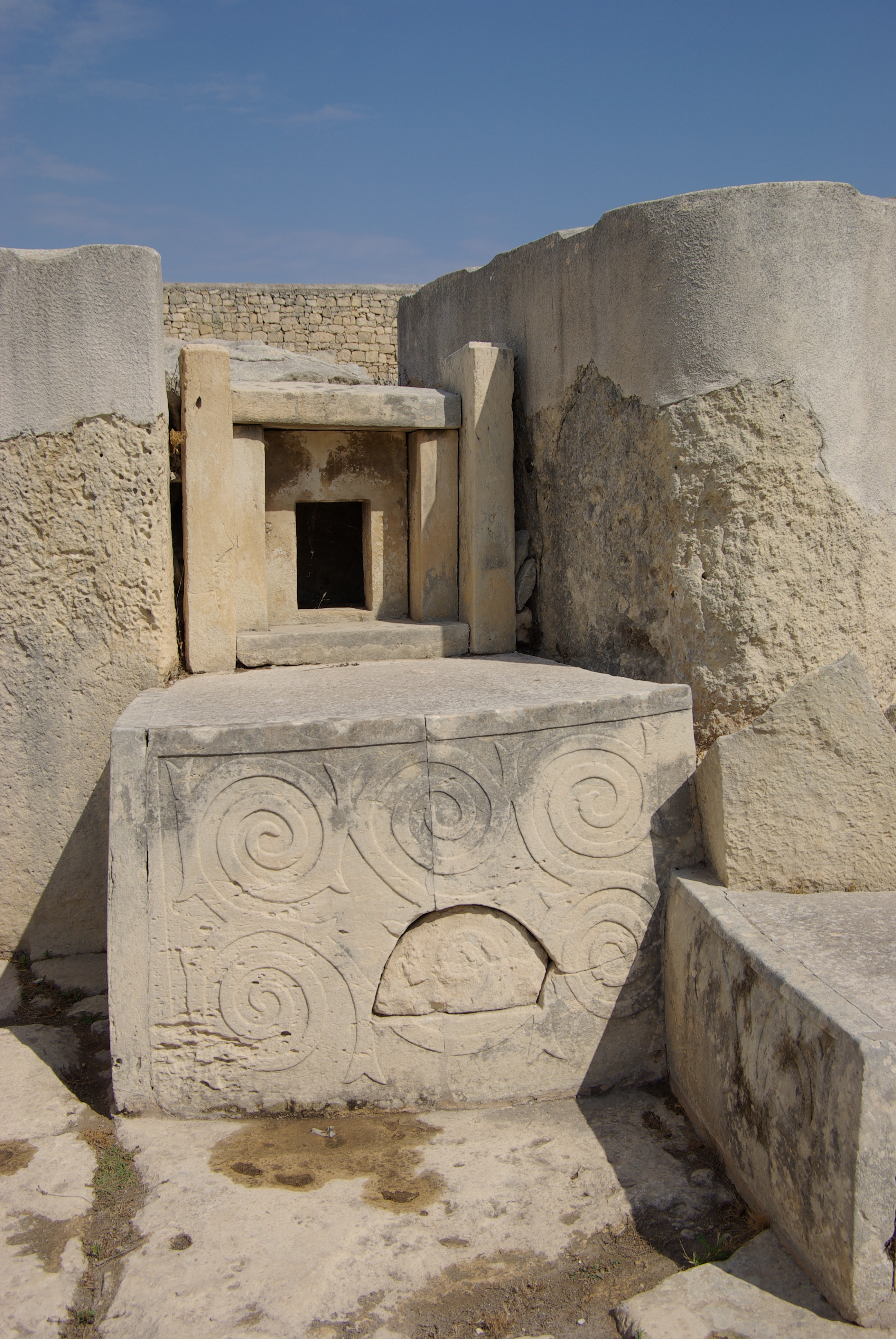
馬爾他的塔西安神廟，此遺址約建造於西元前3150年。

史前欧洲指的是欧洲的史前时期，通常指早期史前石器时代，但原则上也延伸到地质时期，从这里可以看到欧洲的地质历史。
大约180万年之前，也就是早期旧石器时代，到8000-9000年之前，也就是晚期旧石器时代，欧洲有直立人口。
大约从43000年到6000年以前，也就是晚期旧石器时代到中时期，欧洲一直有人类居住。大约15000年之前，在最后的那次最大冰川作用中，欧洲的大部分地区的人口开始减少，然后人类开始重新定居。9000年以前，在欧洲的东南部地区，开始欧洲的新石器时代，然后大约在5000年以前新石器时代延伸到北部欧洲地区。
青铜时代的前身是红铜时代或者铜器时代；在塞尔维亚的一个考古发掘地找到世界上最古老可靠的证据，证明从7500年前人类就开始在高温下炼铜。
欧洲的铜器时代在希腊地区始于公元前3200年。欧洲的铁器时代开始于公元前1200年，公元前500年蔓延到北部欧洲地区。铁器时代期间，欧洲逐渐进入历史时期。早在公元前8世纪，文字进入地中海地区，但是北部欧洲地区，包括北部俄罗斯，仍然停留在史前时期，一直持续到中世纪，大约公元1200年。在那个时期，瑞典和德国在北方十字军东征中的扩张带来北方波罗的海的土地，进入历史记录。而当今的北方俄罗斯是由于俄国向北的扩张在诺夫哥罗德共和国进入历史记录。因此，欧洲的大部分地区有很长一段时间处于原始历史阶段。

## 石器时代

### 旧石器时代
更多内容请参考：旧石器时代的欧洲。

### 早期旧石器时代
欧洲的最早居民始于180万年以前，使用的是奥尔德沃文化的卵石工具技术。使用更为先进的阿舍利文化技术的最早证据是在西班牙发现的90万年以前的燧石手斧。至今世界上所发现的最古老完整的狩猎武器是1995年在德国的Schoningen的一个煤矿中发现的三个木质标枪，长约6~7.5英尺。

### 中期旧石器时代
最终，这些欧洲的直立人经历一系列的中间形态的人种形式，包括智人祖先和海德尔堡人，这些人种一直进化到尼安德特人，连同一起发展的还有莫斯特时代的文化技术。我们的祖先智人在很长一段时间内同时也参与到工具的制造技术中，而在此期间，他们也首次在欧洲定居，但是这个问题仍然没有确切的证据。

### 晚期旧石器时代

#### 前晚期旧石器时代
现代人类最古老的遗骸是在罗马尼亚的一个山洞中发现的。一些本地发展的过渡性文化使用明确的晚期旧石器时代的技术，但还没有明确的证据表明具体是哪类人种。然而，这些技术被奥利格纳西文化推进，证据表明，奥利格纳西文化及其技术已经经由欧洲大部分地区扩展，而在此期间，尼安德特人似乎已经被迫撤退，在这一过程中撤退到伊比利亚半岛的南部地区。

#### 中晚期旧石器时代
大约32000年以前，格拉维特文化出现在克里米亚半岛山脉地区，也就是现在的乌克兰南部。到公元前24000年，梭鲁特文化和格拉维特文化出现在欧洲的西南部地区。格拉维特的文化技术开始形成，伴随而来的是从中东，安纳托利亚和巴尔干半岛迁徙来的人。他们可能与前面提到的过渡时期的文化联系在一起，因为他们的技术有一些相似之处，而且与奥里尼雅克期的文化非常不同，但是这个问题非常模糊。格拉维特文化同时也出现在高加索山脉和扎格罗斯山脉地区，然而很快就从欧洲的西南部地区消失，除了扎比利亚的地中海地区。梭鲁特文化从西班牙北部扩展到法国的东南部地区，不仅包含美丽的石器技术同时也有石洞壁画的首次性的重大进展，以及针的使用。格拉维特文化的扩展也变得更为进步，这一点可以从艺术创作中看出：雕塑（主要是维纳斯）是人们创造性表现的最为突出的形式。

#### 后晚期旧石器时代
大约公元前19000年以前，欧洲见证一种新文化的出现，也就是著名的马格德林文化，这有可能是来源于奥里尼雅克期文化。这种文化很快就取代梭鲁特文化以及欧洲中部的格拉维特文化。由于马格德林文化，欧洲的旧石器时代发展达到顶峰，这一点从艺术作品中反映出来，这是因为之前一直有着绘画艺术和雕塑的传统。

### 中石器时代
在旧石器时代和新石器时代之间存在着一个人类技术发展的过渡时期。该时期的术语主要应用于欧洲的西部地区。这段时间大约开始于11500年以前并且结束于农耕引进之前，在每个地理区域，这个时期都有所不同。在某些地区，比如近东，到更新世时期，农耕已经在使用。在一些受到冰河时期影响的地区，更倾向使用术语“旧石器时代末期或中石器时代初期”。在经历更大的环境影响的区域，像最后的那次冰川时期结束的时候，这些区域有一个更为明显的中石器时代，持续一千年的时间。在北部欧洲地区的社群，这里能够依靠丰富的食物来源更好地生活，而这些食物来自于温暖的气候产生的沼泽地。这种条件产生与众不同的人类行为，也被保留在历史资料记载中，比如马格尔莫斯文化和吉利安文化。在北部欧洲地区，这种良好的条件延迟新石器时代的到来，直到公元前6000年。
正如戈登•柴尔德把术语“新石器时代包”（包括农业，牧业，磨光的石斧，木材长屋和陶器）扩展到欧洲，中石器时代的生活方式被边缘化，然后最终消失掉。这种消失的意义的争议将在下面“新石器时代”的章节中讨论到。值得注意的是“烤瓷中石器时代”处于公元前7200年到公元前5850年，范围从欧洲的南部到北部。

### 新石器中期
这一阶段，开始于7000年以前，其标志是新石器时代的欧洲西部和北部的扩张合并，而且经由一种新文化的侵入，极有可能是通过暴力，占据巴尔干半岛的大部分地区，替代或者更确切地说是征服第一个新石器时代的殖民者。这就是迪米尼（塞萨利）文化以及相关的Vinca-Turdas和Karanovo III-Veselinovo文化，最后一个比其他两个更为混杂。同时，原型陶器文化产生两个非常活跃的分支：西部和东部的陶器文化。后者从根本上来说是巴尔干半岛新石器时代的一个扩展，但更原始的西部分支扩展得更快，同化当今的德国，捷克共和国，波兰，甚至西部乌克兰的大部分地区，历史的摩尔达维亚，罗达尼亚的低地，法国的一些区域，比利时以及荷兰。所有这些的完成使用不到一千年的时间。随着扩张所带来的多元化，和许多本地的多瑙河文化开始形成，在第五个千年结束的时候。在地中海区域，卡迪陶器渔民显示出相同的活力，同化意大利的所有区域和法国和西班牙的地中海区域。 即使是在大西洋，当地的一些猎人构成的组也开始慢慢吸收新的技术。其中，最引人注目的地区似乎是伊比利亚半岛的西南部，受到地中海区域尤其是安达卢西亚的新石器时代的影响，并很快发展出第一巨石墓葬；另外还有丹麦地区，同样也受到多瑙河复杂地域的影响。

## 注脚
1. ↑   (PDF). National Inventory of the Cultural Property of the Maltese Islands. 2012-03-30  [2015-10-14]. （原始内容 (PDF)存档于2015-09-23）.
2. ↑  Wilford, John Noble. . The New York Times. 2007-09-20  [2020-09-13]. ISSN 0362-4331. （原始内容存档于2018-01-24） （美国英语）.
3. ↑  Wilford, John Noble. . The New York Times. 2011-11-02  [2020-09-13]. ISSN 0362-4331. （原始内容存档于2018-08-03） （美国英语）.
4. ↑  UCL. . Institute of Archaeology. 2019-01-22  [2020-09-13]. （原始内容存档于2017-03-28） （英语）.
5. ↑  . archive.archaeology.org.   [2020-09-13]. （原始内容存档于2012-12-30）.
6. ↑  Prat, Sandrine; Péan, Stéphane C.; Crépin, Laurent; Drucker, Dorothée G.; Puaud, Simon J.; Valladas, Hélène; Lázničková-Galetová, Martina; Plicht, Johannes van der; Yanevich, Alexander. . PLOS ONE. 2011-06-17, 6 (6): e20834  [2021-08-20]. ISSN 1932-6203. PMC 3117838 . PMID 21698105. doi:10.1371/journal.pone.0020834. （原始内容存档于2021-02-14） （英语）.
7. ↑  Carpenter, Jennifer. . BBC News. 2011-06-21  [2020-09-13]. （原始内容存档于2020-08-02） （英国英语）.